# Angry Birds Stella (série animada)
Angry Birds Stella é uma série animada finlandesa baseada no jogo electrónico Angry Birds Stella. É um spin-off de Angry Birds Toons.
No Brasil a série foi estreou no canal Gloob dia 12 de janeiro de 2015 e em Portugal a série estreou pelo canal Biggs dia 17 de janeiro de 2015.

## Personagens
- Stella - A personagem principal do grupo, Stella é descrita como aventureira, feroz, simpática, corajosa e ousada.
- Poppy - Barulhenta e tumultuosa, o talento de Poppy é a música, e é muito boa na bateria. Ela também gosta de pregar peças nos amigos. Teve mais protagonismo no episódio The Pranskter.
- Luca - O único menino no rebanho e o caçula, Luca não é nenhum garoto comum. Ele é muito brincalhão e imaginativo. Parece gostar da Gale mesmo depois de ela ter largado o rebanho. Teve  mais protagonismo no episódio The Runaway.
- Willow - Muito tímida, dentro do Chápeu dela tem Penas coloridas, mas ela é uma artista talentosa e brilha na frente de uma tela. Teve mais protagonismo no episódio The Portraith.
- Dahlia - Toda equipe precisa de um nerd da ciência, e Dahlia se encaixa nessa descrição. Super criativa, suas criações, muitas vezes saem pela culatra. Teve mais protagonismo no episódio Pig Power.
- Gale - Fazia parte do rebanho e era amiga próxima de Stella, Gale agora reside ao longo dos porcos em Golden Island. Querendo nada mais do que riquezas e atenção, ela vai fazer de tudo para obtê-los, e não vai deixar nada atrapalhar o seu caminho, até mesmo seus antigos amigos. Mas no fundo ela ainda gosta do seu antigo rebanho, mas ainda tenta negá-lo.
- Minion Pigs - Os porcos que seguem quem usa o Golden Crown, que Gale está vestindo. Não aparentam ter muita inteligência.
- Porco bonito- É um porco de cabelo amarelo que é apaixonado pela Gale e parece ser seu ministro do leva e traz. Teve mais protagonismo no episódio Pig Love.
- Criaturas mágicas- são bichos muito esquisitos que muitas vezes podem ser considerados personagens de fundo ou real. Alguns deles parecem ser bem agressivos como revelado no episódio Pig Love.

## Episódios
| Temporada | Temporada | Episódios | Exibição original     | Exibição original     | Exibição original     | Exibição original     |
| Temporada | Temporada | Episódios | Estreia de temporada  | Estreia de temporada  | Estreia de temporada  | Final de temporada    |
| --------- | --------- | --------- | --------------------- | --------------------- | --------------------- | --------------------- |
|           | 1         | 13        | 1 de novembro de 2014 | 12 de janeiro de 2015 | 17 de janeiro de 2015 | 24 de janeiro de 2015 |
|           | 2         | 13        | por anunciar          | por anunciar          | por anunciar          | por anunciar          |

### Primeira e Segunda Temporada
- 1.A Fork in the Friendship
- 2. Bad Princess (Princesa Má)
- 3. The Golden Egg (O Ovo Dourado)
- 4. Rock On! (Manda Ver!)
- 5. The Runaway
- 6. All That Glitters (Pegadinha)
- 7. Pig Power
- 8. Own the Sky
- 9. The Prankster
- 10. Piggy Love
- 11. The Portrait
- 12.Don't Steal My Birthday! (O Aniversário é Meu!)
- 13. To The Bitter End (Até o Amargo Fim)
- 14. New Day
- 15. Friends Whenever
- 16. Night of the Bling
- 17. Step it Up
- 18. Camp Scary
- 19.It's Mine!
- 20. Royal Pains
- 21. The Storm
- 22. The Golden Queen
- 23. Gilded Cage
- 24. Premonition
- 25. Last Bird Standing
- 26. You Asked for It